# Taylor (Dakota du Nord)
Pour les articles homonymes, voir Taylor.
La ville de Taylor est située dans le comté de Stark, dans l’État du Dakota du Nord, aux États-Unis. Lors du recensement de 2010, sa population s’élevait à 148 habitants.

## Démographie
| 1920 | 1930 | 1940 | 1950 | 1960 | 1970 |
| ---- | ---- | ---- | ---- | ---- | ---- |
| 285  | 263  | 251  | 258  | 215  | 162  |

| 1980 | 1990 | 2000 | 2010 | - | - |
| ---- | ---- | ---- | ---- | - | - |
| 239  | 163  | 150  | 148  | - | - |

## Source
- (en) Cet article est partiellement ou en totalité issu de l’article de Wikipédia en anglais intitulé « Taylor, North Dakota » (voir la liste des auteurs).